# Gregorio Santillán
Gregorio Antonio Santillán (Buenos Aires, 12 de marzo de 1832 - Santiago del Estero, 3 de octubre de 1894) fue un político y estanciero argentino, que se desempeñó como gobernador de Santiago del Estero entre el 28 de marzo de 1875 y el 1 de diciembre de 1876.

## Biografía
Nació en Buenos Aires el 12 de marzo de 1832, en el seno de una familia adinerada, propietaria de estancias, hijo de Joseph Mariano Santillán Gramajo y María Tomasa Gondra de la Lastra. Uno de sus hermanos, Mariano Santillán, sería también gobernador en 1878. Se casó con su sobrina Delia Palacio Santillán, con quien tuvo diez hijos. Se dedicó al comercio con una curtiembre y talabartería.
Se desempeñaba como presidente de la legislatura cuando la renuncia de su primo materno Octavio Gondra Alcorta, tras una larga persecución a Antonino Taboada y su hermano Gaspar, le permitió asumir como gobernador. Su gabinete se integró de jóvenes que habían emigrado de la provincia por su oposición a la familia Taboada. Como signo del nuevo período, librado de influencias de aquella familia, se produjeron persecuciones hacia simpatizantes de ellos. En julio de 1875 se profanó la tumba de Juan Felipe Ibarra y sus restos esparcidos, aunque fue vuelto a enterrar en un lugar desconocido. El actual Departamento General Taboada fue renombrado como Departamento 28 de marzo, en recuerdo de a la fecha en que fueron derrocados.
Durante su gestión se creó la oficina de estadísticas provincial y se sancionó una ley de fomento a quienes sembraran tabaco, papa y arroz y quienes abrieran acequias de riego, lo cual significó el aumento de las tierras cultivadas. También se sancionó una ley de excepción impositiva para los ingenios azucareros y los viñedos.
Fue elegido senador nacional en 1877 y 1886.
Murió en Santiago del Estero el 3 de octubre de 1894.